# Cichlopsis leucogenys
Cichlopsis leucogenys е вид птица от семейство Turdidae, единствен представител на род Cichlopsis.

## Разпространение
Видът е разпространен в Бразилия, Колумбия, Еквадор, Гвиана, Перу, Суринам и Венецуела.